# Problema do final feliz
O problema do final feliz (em inglês: happy ending problem), nomeado por Paul Erdős porque isso levou ao casamento de George Szekeres e Esther Klein é afirmado a seguir:
Qualquer conjunto de cinco pontos em um plano em uma posição qualquer tem um subconjunto de quatro pontos que formam os vértices de um quadrilátero convexo.
Isso foi um dos resultados originais que levaram ao desenvolvimento da teoria de Ramsey.
O teorema do final feliz pode ser provada através de uma análise de casos: Se quatro ou mais pontos são vértices de invólucro convexo, qualquer  um dos quatro pode ser escolhido. Se por um lado o conjunto de pontos tiver a forma de um triangulo com dois pontos dentro dele, os dois pontos internos e um dos outros três pode ser escolhido.
A conjectura de Erdos-Szekeres enuncia precisamente uma relação mais geral entre números de pontos e um conjunto de pontos em uma posição geral e o maior polígono convexo.

## Polígonos maiores
Erdõs e Szekeres provaram a seguinte generalização:
Teorema. Para qualquer inteiro positivo N, qualquer conjunto finito suficientemente grande em um plano em uma posição geral tem um subconjunto de N pontos que formam os vértices de um polígono convexo.
Faça f(N) denotar um mínimo M para o qual qualquer conjunto de M pontos em posição geral contem um N-ágono.
- f(3) = 3, trivial.
- f(4) = 5.
- f(5) = 9.
- f(6) = 17
- O valor de f(N) é desconhecido para qualquer N > 6; pelo resultado de Erdõs & Szekeres (1935) é tido como finito.

Na base dos valores conhecidos de f(N) para N = 3,4 e 5, Erdõs e Szekeres conjecturaram em seu artigo original que
{\displaystyle f(N)=1+2^{N-2}\quad {\mbox{para todo }}N\geq 3.}
Eles provaram posteriormente, por construção de exemplos explícitos, que
{\displaystyle f(N)\geq 1+2^{N-2},}
mas o melhor limite superior quando N ≥ 7 é 
{\displaystyle f(N)\leq {2N-5 \choose N-2}+1=O\left({\frac {4^{N}}{\sqrt {N}}}\right).}

## Polígonos vazios
Alguém também pode considerar a questão de se qualquer conjunto de pontos suficientemente grande tem um quadrilátero vazio, pentágono, etc., isso é, um que não contem nenhum outro ponto interior. A solução original para o problema do final feliz pode ser adaptado para mostrar que quaisquer cinco pontos em posição geral contem um quadrilátero convexo vazio, e quaisquer dez pontos em posição geral contem um pentágono convexo vazio. No entanto, existem arbitrariamente um conjunto de pontos grande que contem um heptágono não vazio.
Por um bom tempo esse questionamento da existência de hexágonos continua aberta, mas Nicolás (2007) e Gerken (2008) provaram que todo conjunto de pontos suficientemente grande em posição geral contem um hexágono convexo vazio. Mais especificamente, Gerken mostrou que o número de pontos necessários não é mais que f(9) para a mesma função f definido acima, enquanto Nicolás mostrou que o número de pontos necessários é mais que f(25). Valtr (2006) supriu a simplificação da prova de Gerken que apesar de requerer mais pontos, f(15) ao invés de f(9). Pelo menos 30 pontos são necessários: existe um conjunto de 29 pontos em posição geral com nenhum hexágono convexo vazio.

## Problemas relacionados
O problema de encontrar conjuntos de n pontos minimizando o número de quadriláteros convexos é equivalente à minimização do crossing number em um desenho de uma linha reta de um grafo completo. O número de quadriláteros deve ser proporcional ao quarto da potência de n, mas a constante de previsão não é conhecida.
A demonstração é direta, em espaços euclidianos dimensionais maiores, conjuntos de pontos suficientemente grandes terão um subconjunto de k pontos que formam os vértices de um politopo convexo, para qualquer k maior que a dimensão: isso segue imediatamente a existência de um k-ágono convexo em conjuntos de pontos planares de tamanho suficiente, por projetar um conjunto de pontos maior em um sub-espaço arbitrário 2-dimensional. Entretanto, o número de pontos necessários para achar k pontos in posição convexa pode ser menor em maiores dimensões do que a do plano, e é possível de achar subconjuntos que são altamente  reprimidos. Em particular, em d dimensões, todo d + 3 pontos em posição geral contem um subconjunto de d + 2 pontos que formam os vértices de um politopo cíclico. Mais geralmente, para todo d e k > d existe um número m(d,k) tal que todo conjunto de m(d,k) pontos em posição geral contem um subconjunto de k pontos que formam os vértices de um politopo.